# بدر بوعباس
بدر بوعباس، لاعب كرة قدم كويتي سابق. لعب مع نادي العربي الكويتي، وسجل هدف في نهائي كأس الأمير 1980/1981.